# مقاطعة واشنطن (كارولاينا الشمالية)
مقاطعة واشنطن (بالإنجليزية: Washington County)‏ هي إحدى مقاطعات ولاية كارولاينا الشمالية في الولايات المتحدة الأمريكية. مركز المقاطعة أو مقعدها هي مدينة بليموث. تأسست هذه المقاطعة سنة 1799.أصل هذه المقاطعة يأتي من: مقاطعة تايريل.